# Харіра
Харі́ра (араб. الحريرة, аль-Шаріра, бербер. ⴰⵣⴽⵉⴼ azkif) — традиційний марокканський та алжирський суп. Він популярний як закваска, але його також їдять самостійно як легку закуску. Існує багато варіацій, і його в основному подають під час Рамадану, хоча його можна готувати протягом року.
Це також частина магрибської кухні, куди додають лимонний сік та яйце, щоб покращити смак супу. Як і мусульмани, у яких традиційно є ситний суп для страв іфтару, євреї розговляються ним після Йом-Кіпуру.

## Підготовка
Базовий рецепт харіри складається з таких інгредієнтів і може варіюватися залежно від регіону:
- Тадуйра — загусна суміш, приготовлена з борошна та води, а іноді і консервованої томатної пасти, яку додають у кінці процесу варіння.[4]
- помідори та томатний концентрат
- сочевиця
- нут
- боби фава
- цибуля
- рис
- збиті яйця
- невелика кількість м'яса: (яловичина, баранина або курка)
- ложка-дві оливкової олії.

М'ясний бульйон, як правило, з баранини, добре заправлений корицею, імбиром, куркумою або іншим барвником, таким як шафран, та свіжою зеленню, такою як кінза та петрушка.
Лимонний сік також можна додавати під час подачі. Найкращий смак супу, якщо йому дозволили настоятися на ніч.
Зазвичай його подають до зварених круто яєць, посипаних сіллю та кмином, фініків та інших улюблених сухофруктів, таких як інжир, традиційні медові солодощі та інші домашні спеціальні хлібці або млинці.